# Гриневич Едуард Михайлович
Гриневич Едуард Михайлович (31 травня 1985, с. Деревок, Любешівський район, Волинська область, УРСР — 20 лютого 2014, Київ, Україна) — громадський активіст, член партії ВО «Свобода». Герой України.

## Життєпис
Боєць «Волинської сотні». Едуард Гриневич довгий час зростав і виховувався у сім'ї без батька. Зі слів близьких, націоналіст звик у житті досягати всього сам, був наполегливим і цілеспрямованим. Навчався у Любешівському технічному коледжі.
Захоплювався інформаційними технологіями. Певний час працював в «Інтертелекомі» міста Луцька.
Потім вирішив розпочати власну справу. Працював у Любешові.
Близькі та знайомі Едуарда завжди дивувалися і захоплювалися його добротою і тактовністю, які поєднувалися з внутрішньою стійкістю та ідейністю. Він звик діяти, а не говорити.
Активіст був на Майдані тричі. Вважав це справою честі та гідності. Востаннє поїхав у Київ 16 лютого, а вже за чотири дні куля снайпера обірвала його молоде життя. Тіло знайшли у дворі Михайлівського собору.
Хлопець залишив по собі щоденник.
Тіло віднесли до Михайлівського собору.
На момент смерті, Едіку було 28 років. На Майдані він почувався дуже щасливим. Тричі їздив туди. Коли, вилікувавши вдома грип та ангіну, востаннє зібрався в дорогу, бабуся стояла на дверях і не пускала. А він таки вирвався. «Там не все так, як вам здається з телевізора. Там не просто люди стоять. Усе дуже організовано, є команда однодумців, і кожен, як мурашка, знає, що йому треба робити. У мене на Майдані з'явилося так багато друзів»— сказав перед від'їздом. (зі слів родичі [Архівовано 14 березня 2014 у Wayback Machine.]в)

## На майдані
19 лютого Едуард потрапив під воду з брансбойта. Увечері висушив одяг, взуття, а наступного дня— знову на передову, в останній раз. Окрім того, повернувшись до оборони, після останніх бойових дій, він був дещо контужений і погано чув на одне вухо, також в цілях безпеки зняв окуляри і віддав їх одній дівчині, тому на барикадах, він дуже погано все бачив, та погано чув… але залишився на передовій. Загинув він 20.02.14 о 10: 25, на восьмій барикаді, що навпроти станції м. Хрещатик, по вулиці Інституцькій (вул. Небесної Сотні)

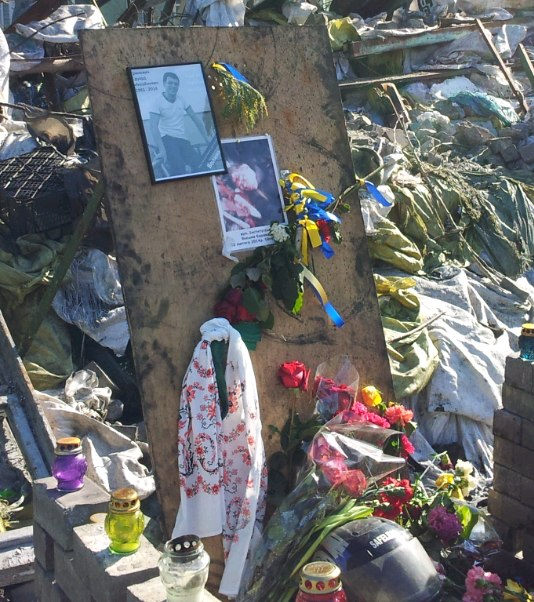
Меморіал на місці загибелі

Життя його зупинилось від пострілу у скроню. Він до останнього стояв на барикадах, обороняючи кордони Гідності та Незалежності нашої країни.
Це останній запис який Едуард Гриневич написав власноруч на своїй сторінці вк (19 лют об 11: написав про знайомого якого втратив на барикадах: ''Тільки що стало відомо, що пішов із життя мій побратим Сашко! Ти був молодець коли декілька разів допомагав тримати щитову оборону на передовій лінії, коли ішли від інституцькоїї, оберігаючи нас. Ти яро вірив, що врятуєш країну. Ми разом, рвалися уперед, навіть тоді, коли всі тікали, ми прикривали людей! Шкода лише, що наші люди надто боязкі неорганізовані, та не думають тактичнно!!! В Україні стало на одного козака менше!!!!!! Друже, ми були з одного краю, але малознайомі, але ти мій побратим! Спочивай з покоєм. Країна тебе не забуде! Слава героєві України, Сашкові".
Також, останнім виразом який Едік поширив у себе на сторінці було (19 лют об 11:20): «Хлопці, дякую за ніч. Це було неперевершено… З любов'ю, Україна»
Зі слів близької знайомої (Катерина Лісунова [Архівовано 9 вересня 2014 у Wayback Machine.]):
«Сьогодні ми зустрічались з людиною, що лежала (тому, що стояти під обстрілом було неможливо) поруч з Едіком на барикадах, в останні секунди його життя… куля вистрілила йому прямо у скроню…до того Едік бачив, як навколо нього, один за одним падали насмерть люди… Едік був найдобрішою, та наймилішою людиною у світі, про таких дуже часто і дуже легко можуть сказати, і зазвичай кажуть „слабкохарактерні“, коли люди просто через доброту свою, здаються слабкими… але, в момент, найбільшої небезпеки, він був справжнім героєм і рвався у бій, це важко уявити від Єдіка, знаючи його миловидність і пригадуючи його інтелігентні окуляри…»

## Вшанування пам'яті
- 25 березня 2014 року Любешівська райрада присвоїла звання «Почесний громадянин Любешівського району» загиблому герою Небесної сотні Едуарду Гриневичу.[5]
- Центральна площа села Деревок названа його іменем.
- 31 травня 2017 р. у селі Деревок відбулося урочисте відкриття пам'ятного знака на честь Героя Небесної сотні, Героя України Едуарда Гриневича.[6]

### Нагороди
- Звання Герой України з удостоєнням ордена «Золота Зірка» (21 листопада 2014, посмертно) — за громадянську мужність, патріотизм, героїчне відстоювання конституційних засад демократії, прав і свобод людини, самовіддане служіння Українському народу, виявлені під час Революції гідності[7]
- Медаль «За жертовність і любов до України» (УПЦ КП, червень 2015) (посмертно)[8]